# Janusz Zygadlewicz
Janusz Zygadlewicz (ur. 20 maja 1931 w Warszawie, zm. 14 marca 1987) – polski projektant wzornictwa przemysłowego, scenograf, inżynier architekt.
Formy projektowanych przez Janusza Zygadlewicza przedmiotów i jego realizacje plastyczne miały znaczący wpływ na estetykę Polski przełomu lat 60/70.

## Życiorys
Janusz Zygadlewicz rozpoczął studia architektoniczne w 1951 roku w poznańskiej Wyższej Szkole Inżynierskiej. W następnym roku kontynuował edukację na Politechnice Gdańskiej by w latach 1953–1955 zakończyć studia na Politechnice Warszawskiej. W tym okresie zetknął się z Jerzym Sołtanem, twórcą Zakładów Artystyczno-Badawczych (ZAB) ASP, za pośrednictwem których w późniejszym okresie realizował wiele zamówień dla różnych gałęzi przemysłu. Jednak pierwszą pracę podjął rok po dyplomie jako konsultant ds. plastycznych w Biurze Konstrukcyjnym Przemysłu Motoryzacyjnego (BKPMot.).

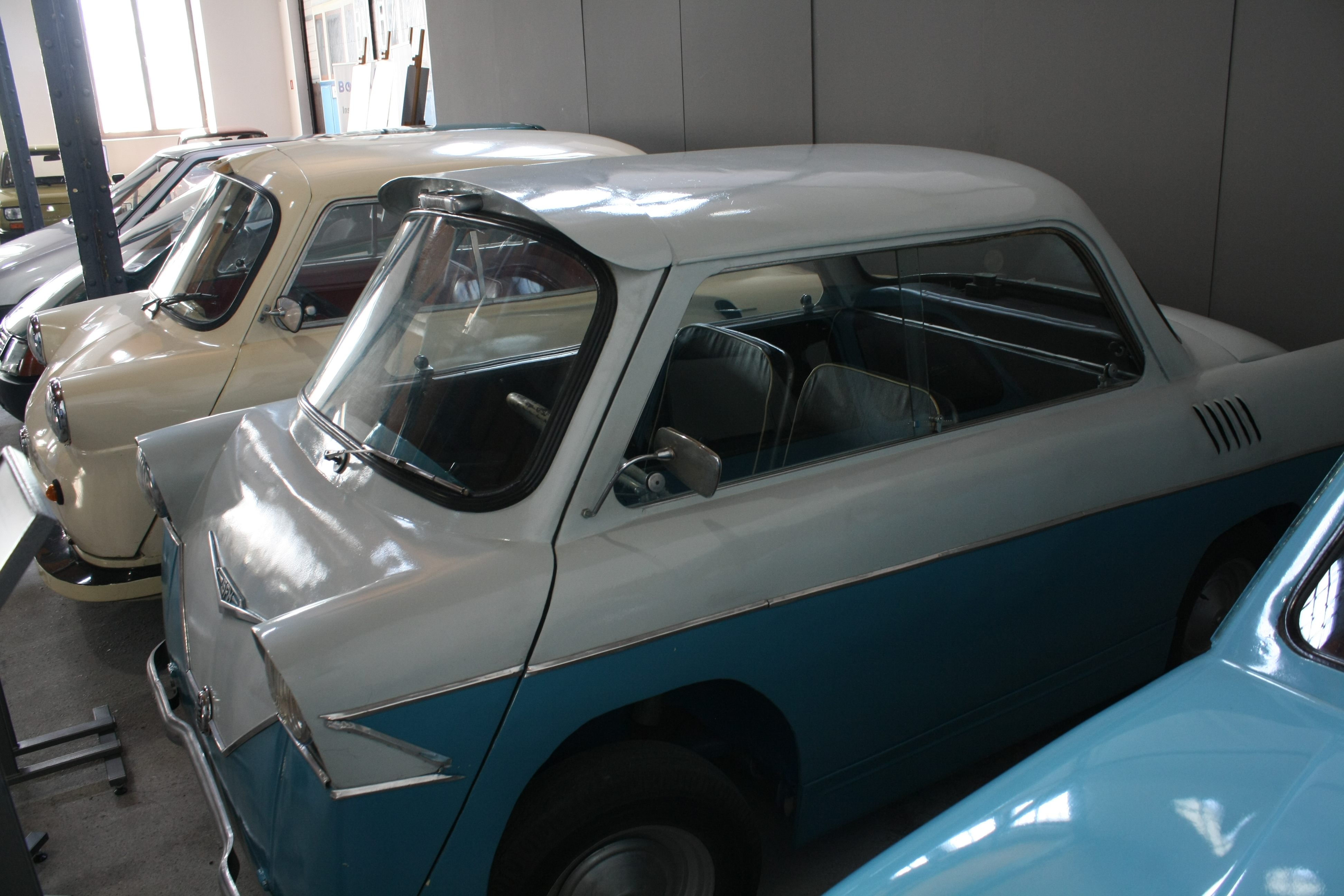
Dwa prototypy mikrosamochodu Smyk, z tyłu wersja z nadwoziem laminatowym

Na fali „odwilży październikowej” w polskim przemyśle pojawiły się koncepcje produkcji mikrosamochodów, które mogłyby być najtańszym sposobem motoryzacji społeczeństwa kraju odbudowującego się po wojnie. W latach 1956–1958 nad takim pomysłem pracował BKPMot. Zygadlewicz był autorem stylizacji dwóch wersji nadwozia powstałego w wyniku tych prac samochodu Smyk. Pojazd charakteryzował się tym, że jedynymi drzwiami do kabiny była otwierająca się w dół jej ściana przednia. Były to pierwsze krajowe nadwozia samonośne, skonstruowane przez inż. Andrzeja Zgliczyńskiego. Model B30 z 1957 roku był wykonany z blachy nadwoziowej, B31 (1958) – z laminatu epoksydowo-szklanego. Po wykonaniu 4 prototypów i 20 pojazdów serii próbnej pierwszego modelu oraz prototypu z nadwoziem laminatowym produkcji planowanej w Szczecińskiej Fabryce Motocykli zaniechano na rzecz mieleckiego Mikrusa. Również dla tego samochodu Zygadlewicz zaproponował jeszcze w 1957 roku swoją stylizację nadwozia, które miało być wykonywane z laminatu. Mimo rozmów podjętych z WSK Mielec w 1959 projekt pozostał w formie szkicowej z powodu przerwania produkcji Mikrusa w 1960 roku. Podobny los spotkał kolejne studia nadwoziowe Zygadlewicza z okresu pracy w BKPMot.: nową stylizację Warszawy, sportowe nadwozie dla Syreny, stylizację trzeciej generacji Moskwicza zaprojektowaną z Olgierdem Karolem Rutkowskim w ZAB ASP (1958) i prezentowaną na Wystawie Przemysłowej w Moskwie w 1959 roku oraz studium samochodu Zeta (1958). Pojazd ten był odpowiedzią na dyskutowaną wówczas ideę masowej produkcji niewielkiego samochodu rodzinnego w kooperacji między państwami bloku wschodniego. Auto o stylistyce odpowiadającej propozycji nadwozia dla Mikrusa, rozstawie osi wynoszącym 2,25 m i długości – 3,9 m miało być wyjątkowo niskie (1,28 m), co zapewniałoby niewielki opór powietrza aerodynamicznie ukształtowanej bryły nadwozia i ekonomiczne zużycie paliwa. Projektant zaplanował tylne umieszczenie silnika w układzie boxer i przedni bagażnik z dopasowanym do jego kształtu kompletem trzech walizek.

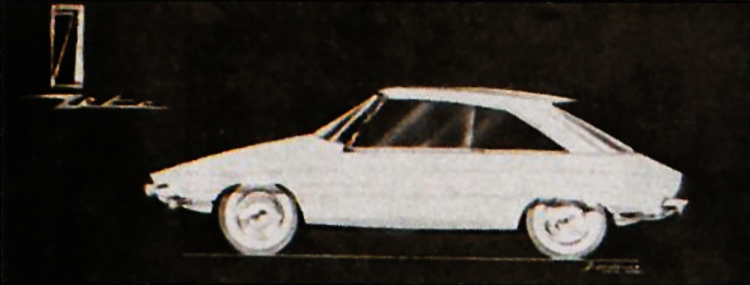
Zeta – profil
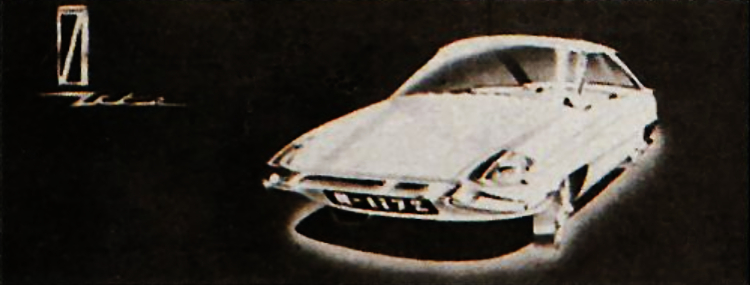
Zeta – półprofil
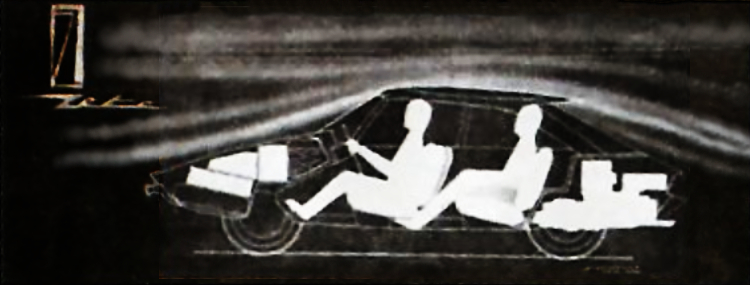
Zeta – zagospodarowanie wnętrza

Zygadlewicz był też autorem formy mikrosamochodu DOD, którego ideę społecznego wytwarzania promował w 1959 roku magazyn młodzieżowy Dookoła Świata. Dwuosobowe, napędzane silnikiem motocyklowym auto miało być budowane według zunifikowanej dokumentacji przez kluby konstruktorów, młodzieżowe grupy w szkołach i przedsiębiorstwach. Samochód skonstruował Zbigniew de Mezer, wykładowca w warszawskiej zawodowej szkole samochodowej przy ul. Hożej. Do nadania mu formy namówił Zygadlewicza Stefan Bratkowski, dziennikarz magazynu i współautor pomysłu, piszący już wcześniej o utalentowanym młodym designerze. Społeczna inicjatywa spotkała się z wielkim zainteresowaniem czytelników. Jednak zdecydowanie negatywna reakcja władz doprowadziła to do kryzysu w redakcji czasopisma i wygaszenia przedsięwzięcia. W 1959 roku Zygadlewicz zakończył pracę w BKPMot., co na dekadę przerwało jego aktywność dizajnerską w branży samochodowej. Jeszcze trzy lata kontynuował podjętą rok wcześniej aktywność publicystyczną w tygodniku Motor, dotyczącą trendów w projektowaniu form samochodów. Fascynacja ideą zaprojektowania samochodu przyszłości nie opuszczała go jednak przez cały okres aktywności twórczej.

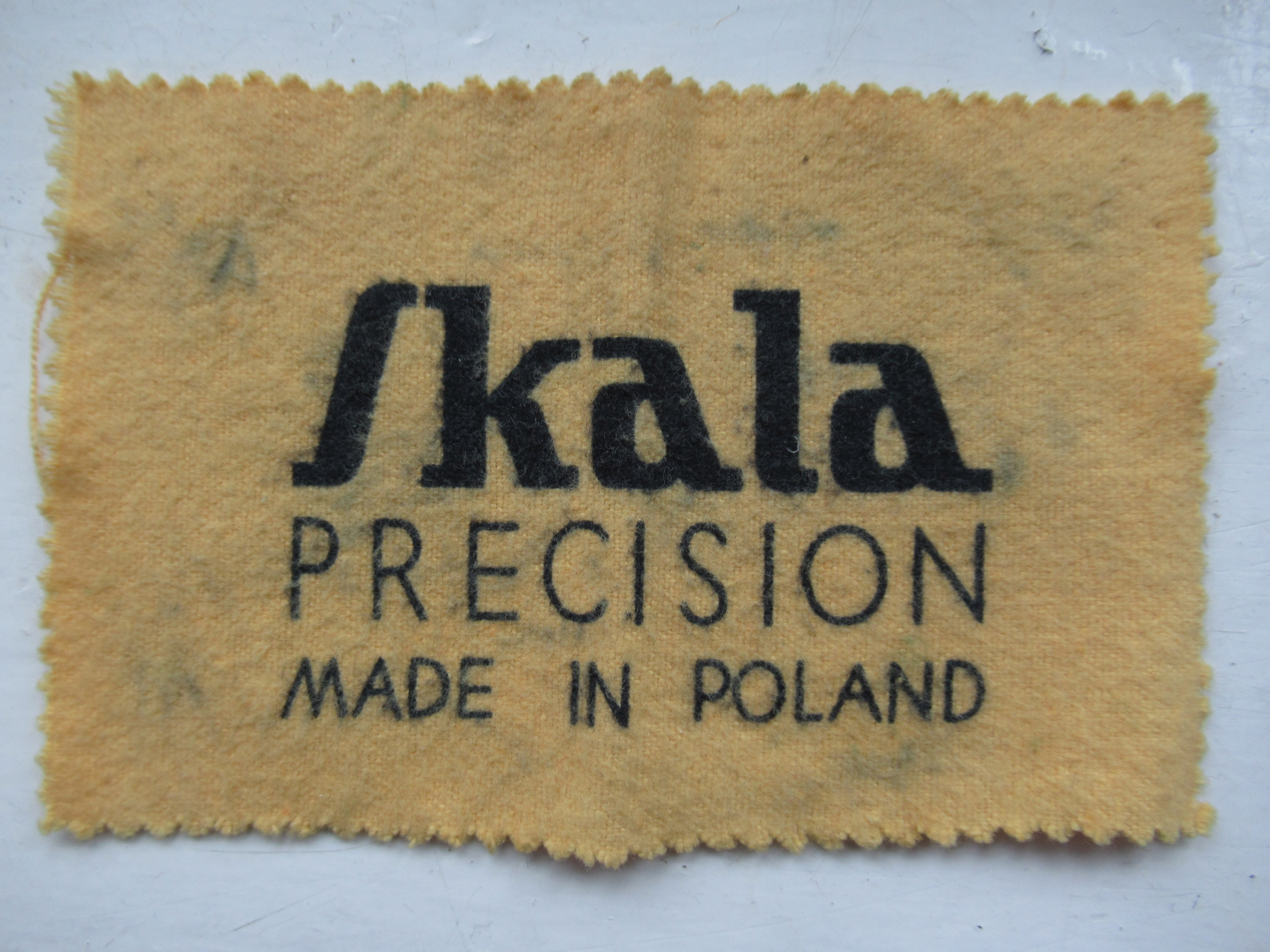
Logotyp Spółdzielni Pracy „Skala”

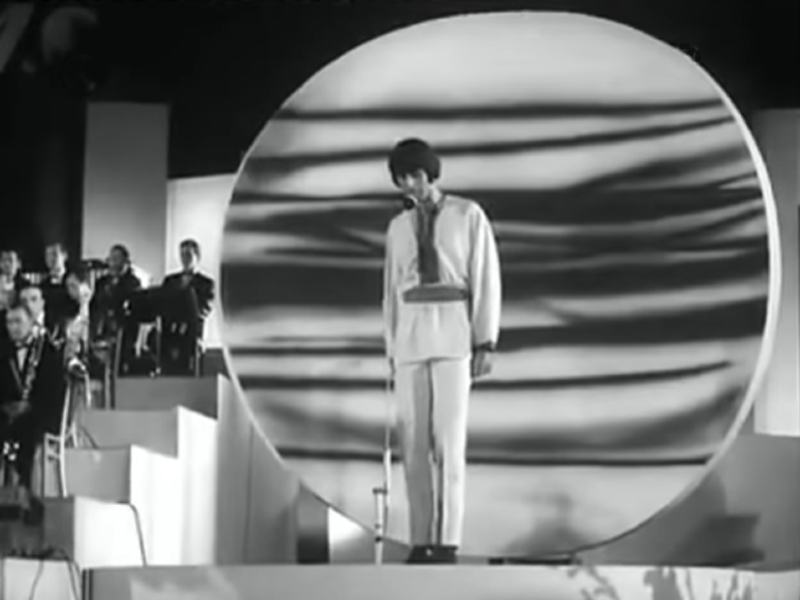
Czesław Niemen wykonuje utwór Dziwny jest ten świat podczas Międzynarodowego Festiwalu Piosenki w Sopocie w 1967 roku. W tle elementy scenografii Teresy i Janusza Zygadlewiczów.

Równolegle do projektowania form przemysłowych Zygadlewicz zajmował się grafiką użytkową i scenografią. Od 1957 roku wyłonionym w konkursie stworzonym przez niego logotypem posługuje się Spółdzielnia Pracy „Skala”. Często współpracując z żoną Teresą Zygadlewicz, scenografem telewizyjnym, oraz z reżyserem Jerzym Gruzą był w latach 1958–1972 regularnym autorem i współautorem scenografii Teatru Telewizji oraz Teatru Sensacji „Kobra”. Tworząc kostiumy i dekoracje telewizyjne współpracował także w tym czasie m.in. z Ireną Dziedzic, Olgą Lipińską, Barbarą Borys-Damięcką i Stefanem Szlachtyczem. W 1965 roku był twórcą scenografii do 5 pierwszych spektakli TV Stawki większej niż życie w reżyserii Janusza Morgensterna i Andrzeja Konica. W latach 60. z Teresą Zygadlewicz był scenografem Międzynarodowego Festiwalu Piosenki w Sopocie. Na początku dekady w ZAB ASP projektant opracował grafikę i kolorystykę szybowców SZD-19 Zefir, SZD-20 Wampir 2 i SZD-24 Foka Szybowcowego Zakładu Doświadczalnego w Bielsku-Białej.

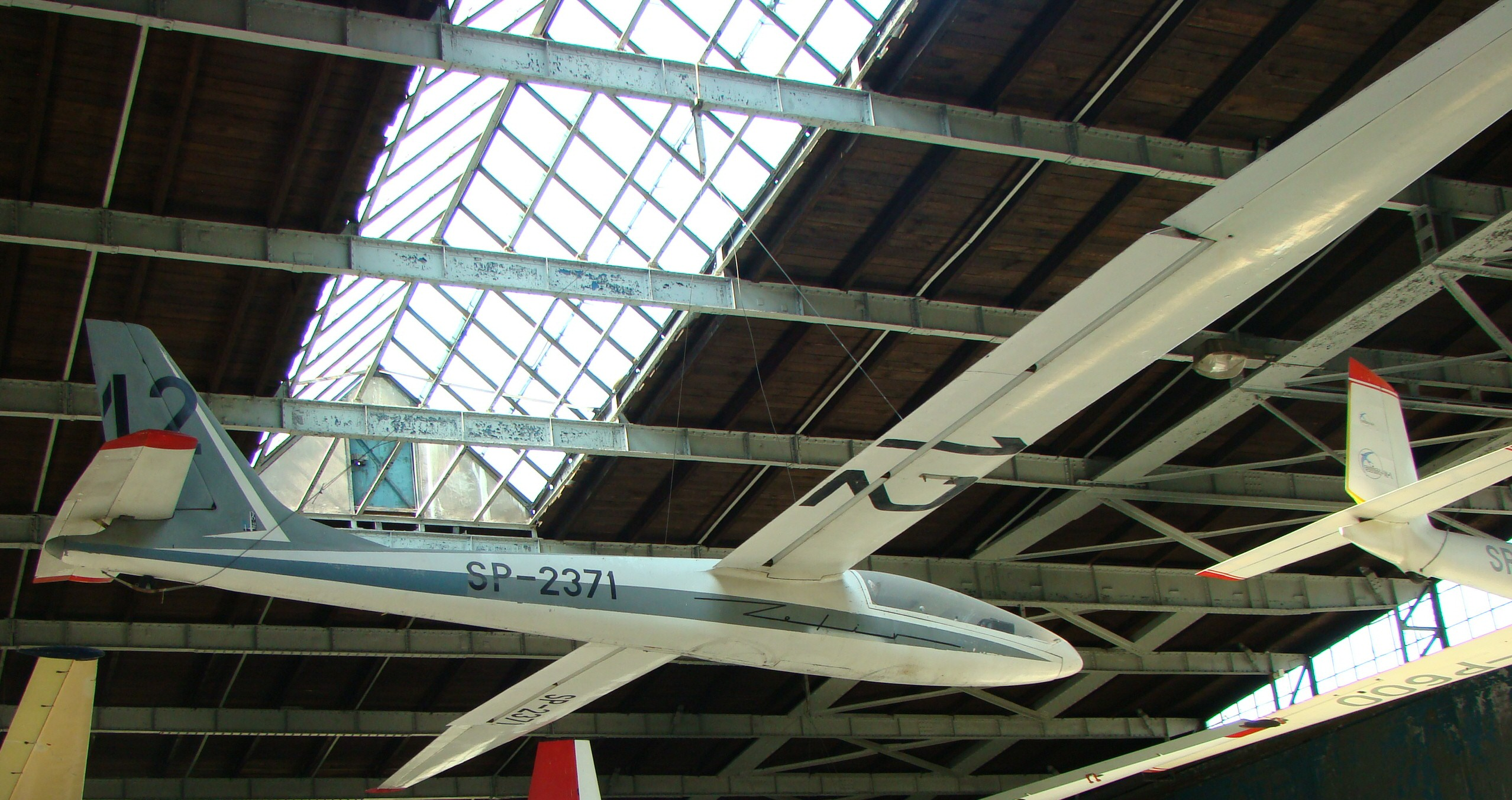
SZD-19-2A Zefir-2A
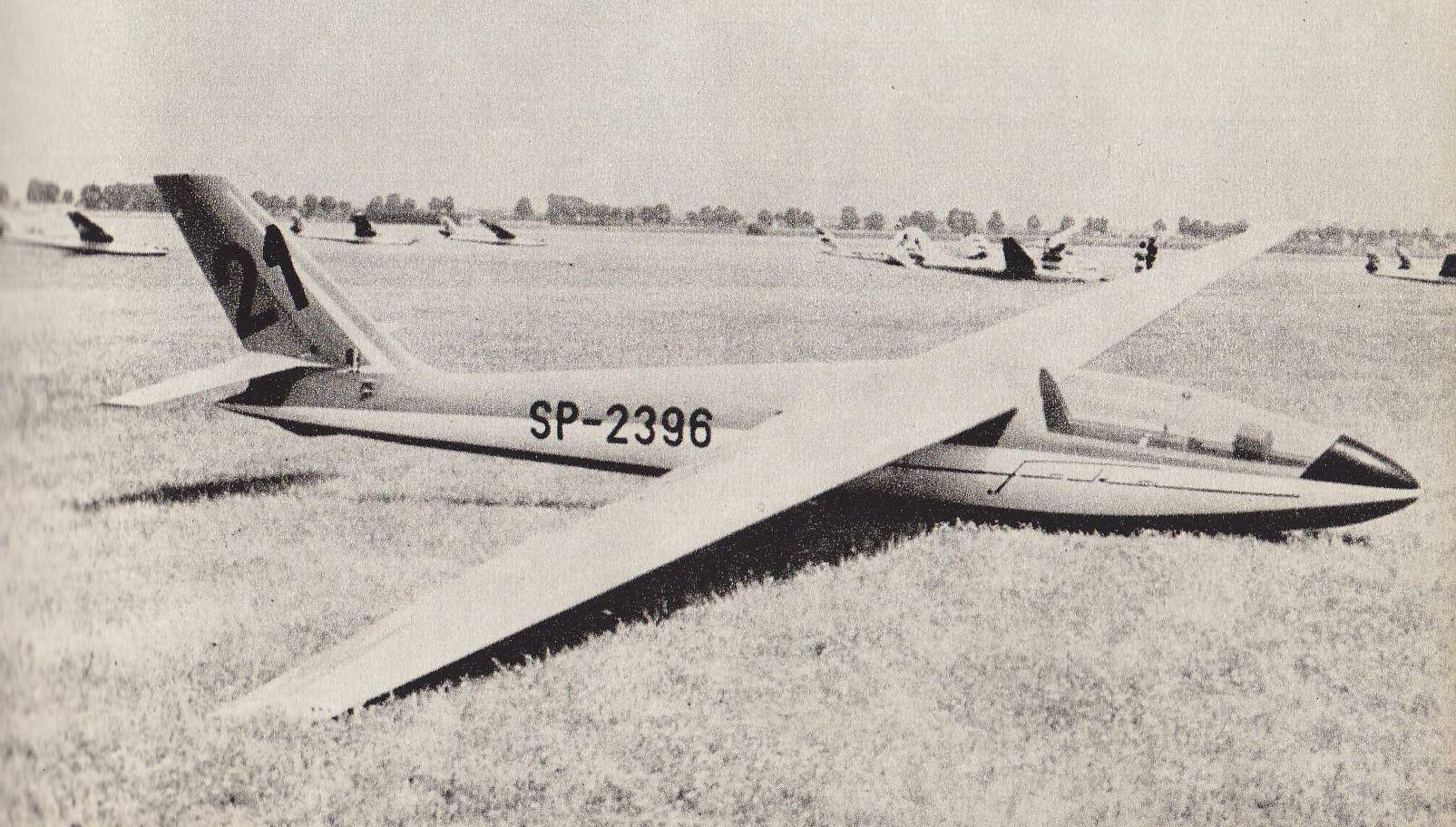
SZD-24 Foka

W 1962 roku Zygadlewicz rozpoczął trwającą do końca dekady współpracę z Zakładami Radiowymi Unitra-Diora. Był autorem form radioodbiorników, m.in. Rytm i Krokus (1964), Ewa (z Piotrem Tworzem, 1969). Projektował też obudowy telewizorów, m.in. Tosca i Szeherezada (połowa lat 60.), Ametyst 102 (Warszawskie Zakłady Telewizyjne, 1968). W 1967 roku Zygadlewicz przedstawił Łódzkim Zakładom Kinotechnicznym (ŁZK) studium rodziny kinowych aparatów projekcyjnych i formę domowego projektora na film 8 mm. Ten drugi wszedł do produkcji rok później jako AP-33 POLLUX. Zygadlewicz był też autorem formy zestawu kserograficznego KS-4 produkowanego w ŁZK od 1968 roku. W 1970 roku projektant stworzył formę telefonu dla radomskich Zakładów Wytwórczych Aparatury Teletechnicznej. Po niewielkich modyfikacjach wszedł on do produkcji dwa lata później jako aparat telefoniczny Irys-72. Od 1966 roku Zygadlewicz był członkiem Stowarzyszenia Projektantów Form Przemysłowych. Pod koniec dekady na swoim koncie posiadał ponad 50 skomercjalizowanych projektów. Formy przedmiotów projektowanych w tym okresie przez Zygadlewicza cechuje maksymalizacja funkcjonalności i głęboka analiza ergonomii ich użytkowania.

Dobre rozwiązanie powinno dać czytelny projekt: taką formę plastyczną, która by w sposób zupełnie jednoznaczny uzmysławiała człowiekowi sposób użytkowania. By nie trzeba było czytać instrukcji.

Przenośne radioodbiorniki Krokus i Ewa mogą pracować w różnych pozycjach zapewniając wygodny dostęp do nastaw, dodatkowo mogą być podwieszone we wnęce przedniej konsoli samochodu osobowego. Telefon Irys-72 jest przystosowany zarówno do podwieszenia na ścianie, jak i pracy na biurku. Słuchawkę można odwiesić w pozycji oczekiwania, nie rozłączając rozmowy. Zygadlewicz znany był z tego, że często z własnej inicjatywy przedstawiał wzbogacone w funkcjonalności formy przedmiotów producentom, co przy akceptacji z ich strony prowadziło do opracowania zupełnie nowych modeli produktów.

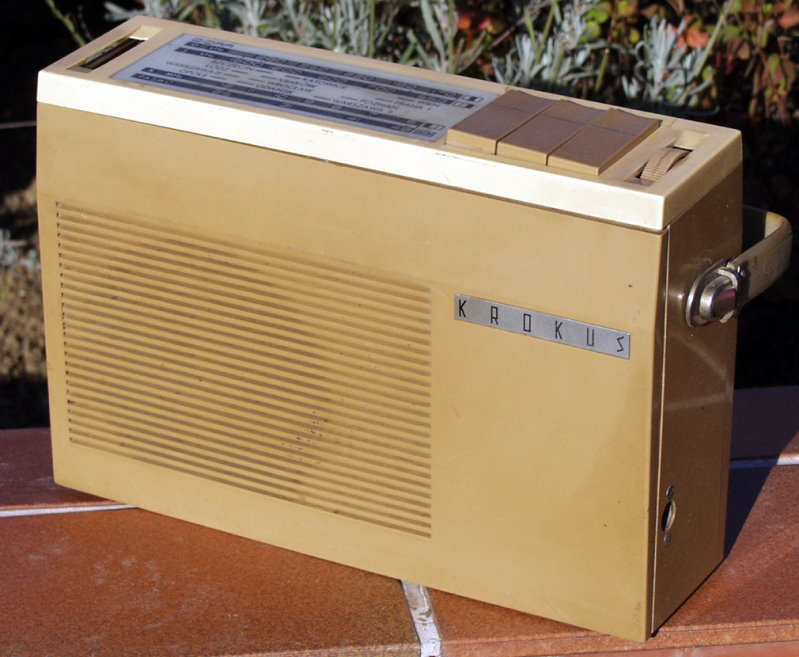
Radioodbiornik przenośny Diora Krokus – pozycja stojąca
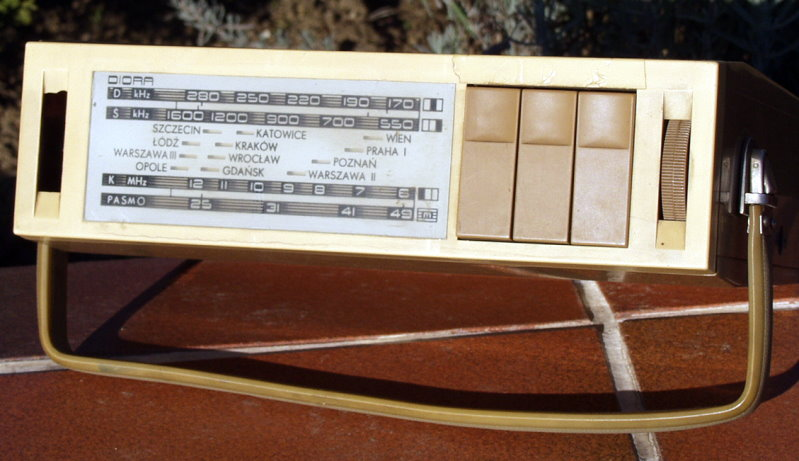
Radioodbiornik przenośny Diora Krokus – pozycja leżąca
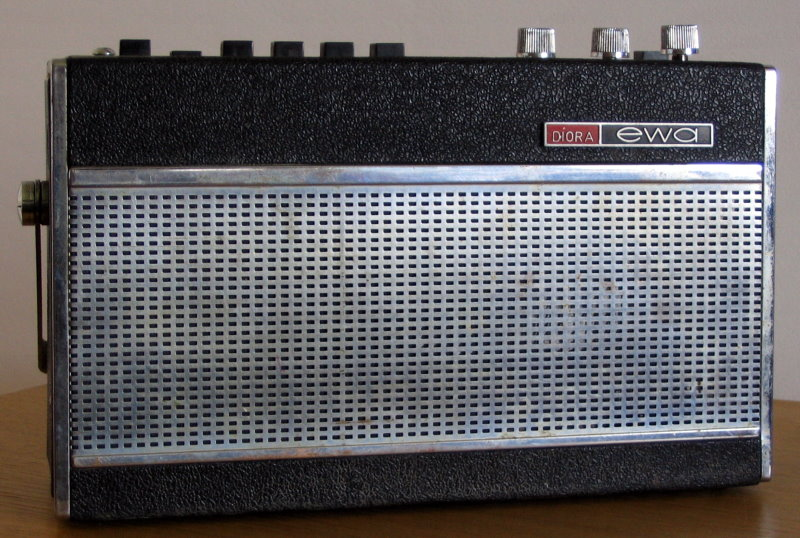
Radioodbiornik przenośny Diora Ewa – pozycja stojąca
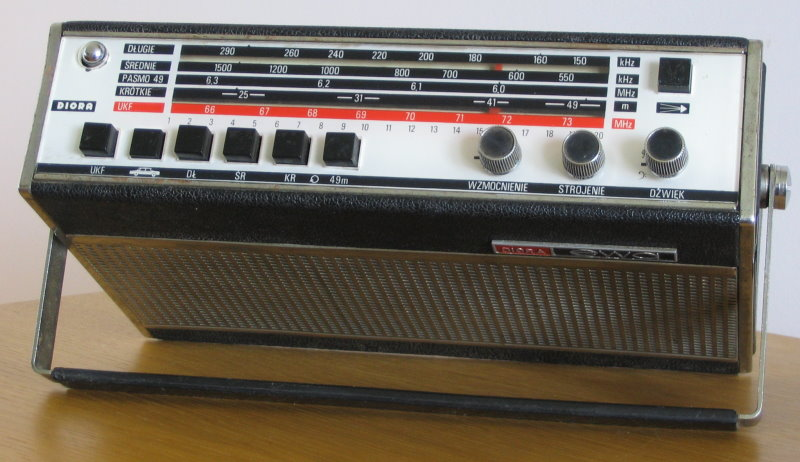
Radioodbiornik przenośny Diora Ewa – pozycja leżąca

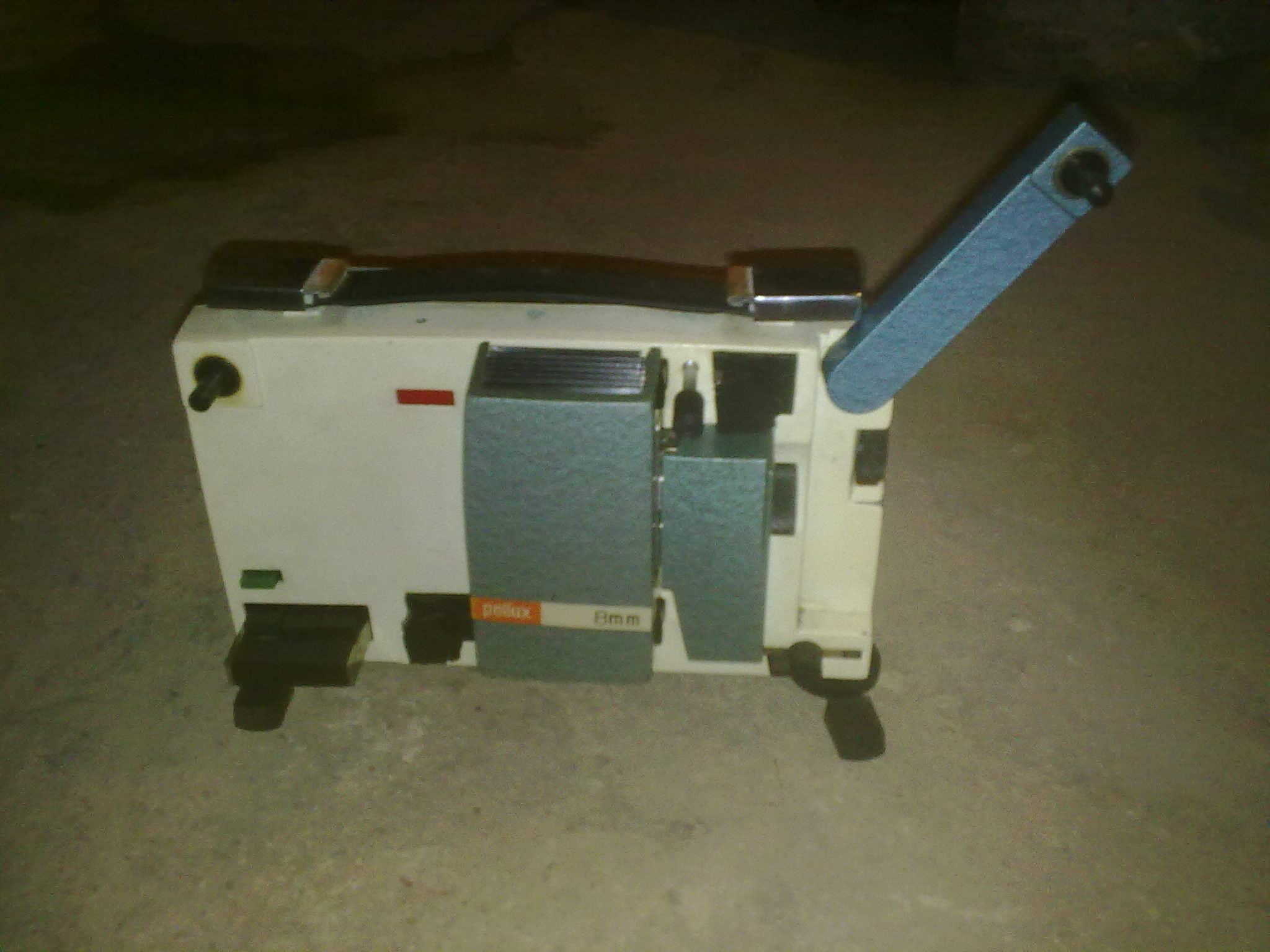
Projektor na film 8 mm AP-33 POLLUX
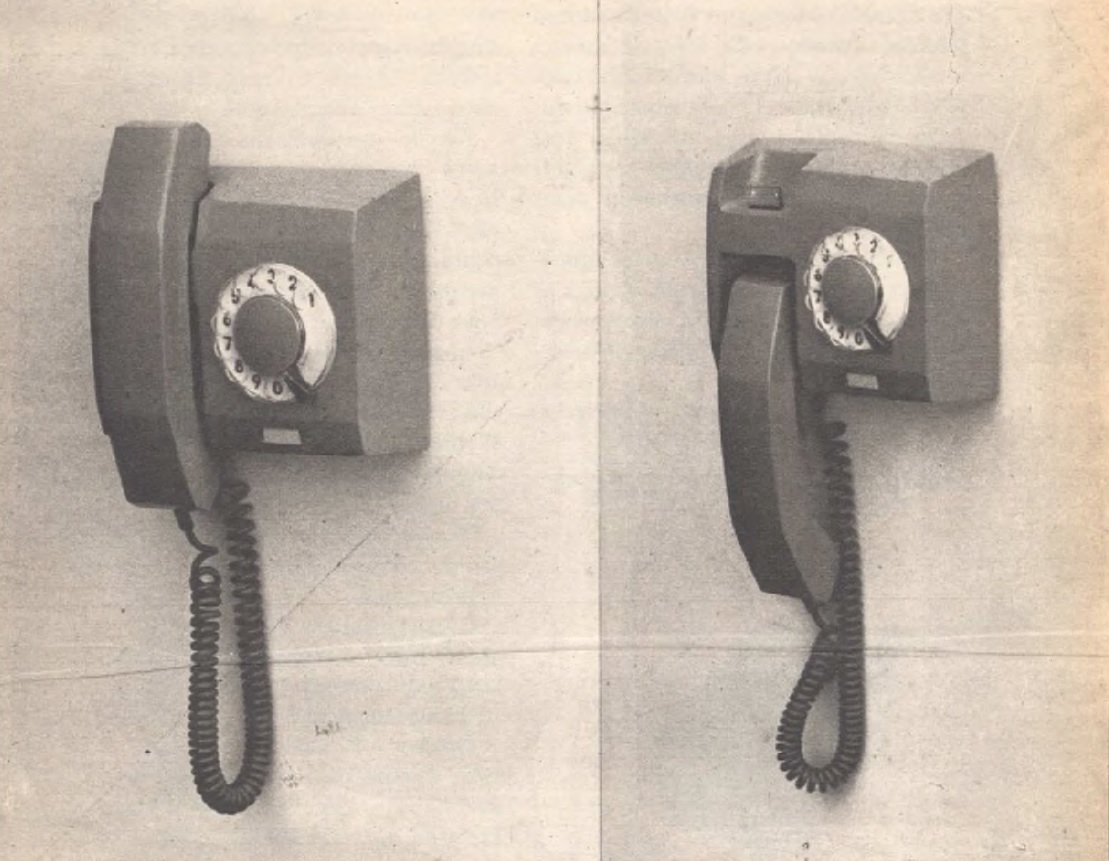
Prototyp aparatu telefonicznego RWT Irys-72
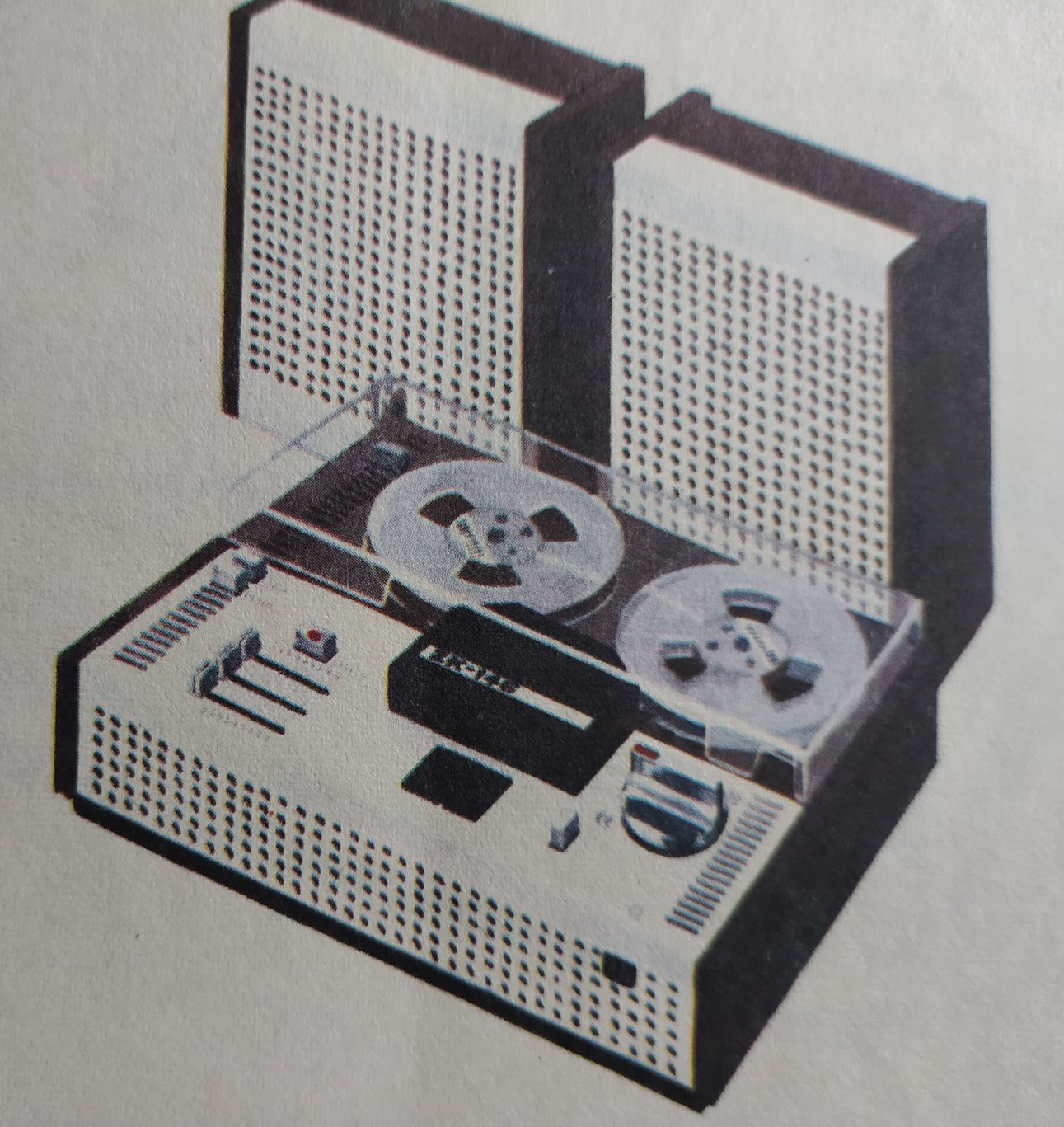
Magnetofon szpulowy ZRK ZK-146
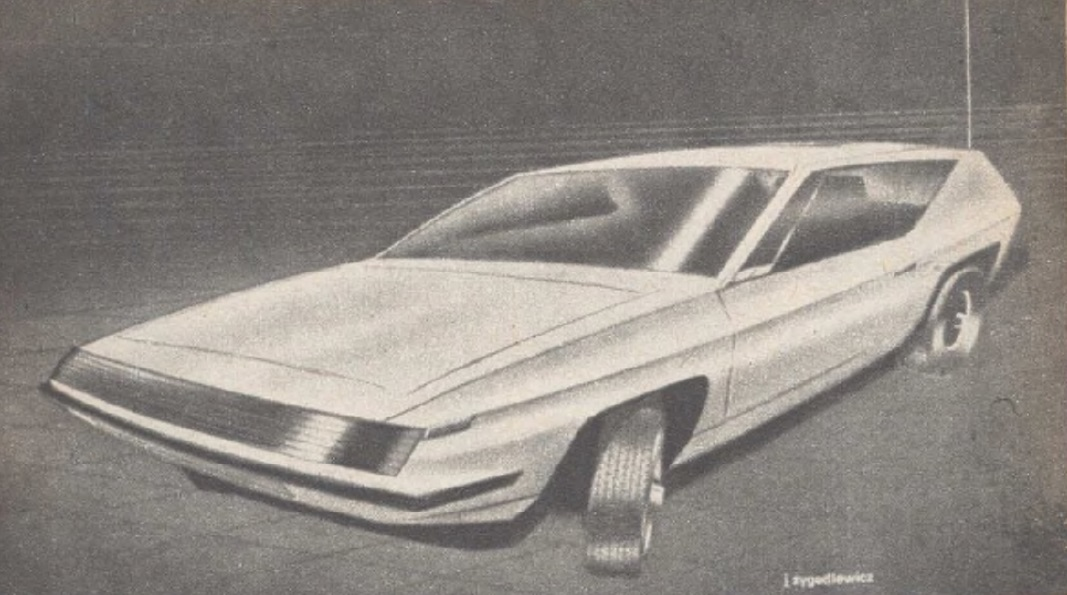
Studium nadwozia samochodu Fiat 125 GT

W 1972 roku Zygadlewicz na 8 lat podjął współpracę z Zakładami Radiowymi im. Marcina Kasprzaka (ZRK). Z tego okresu najbardziej rozpoznawalny jest projekt magnetofonu szpulowego ZK-146. Jednak ostatnia dekada aktywności Zygadlewicza to powrót do projektowania dla branży motoryzacyjnej. Jeszcze w 1970 roku powstała niezrealizowana stylizacja GT Polskiego Fiata 125p, natomiast dwa ostatnie projekty motoryzacyjne zapewniły rozpoznawalność stylowi projektanta i nadal są produkowane. To wytwarzana od 1973 roku przyczepa kempingowa N126 zaprojektowana dla Zakładów Sprzętu Precyzyjnego „Niewiadów” i rodzina elektrycznych wózków golfowych, pasażerskich i bagażowych Melex, zaprojektowanych w latach 1970–1972 dla WSK „PZL-Mielec”. Niektóre pojazdy elektryczne powstałej w 1993 roku w wyniku prywatyzacji spółki Melex nadal nawiązują do stylizacji Zygadlewicza.
Jest pochowany na cmentarzu Powązkowskim (kwatera 193-1-16).

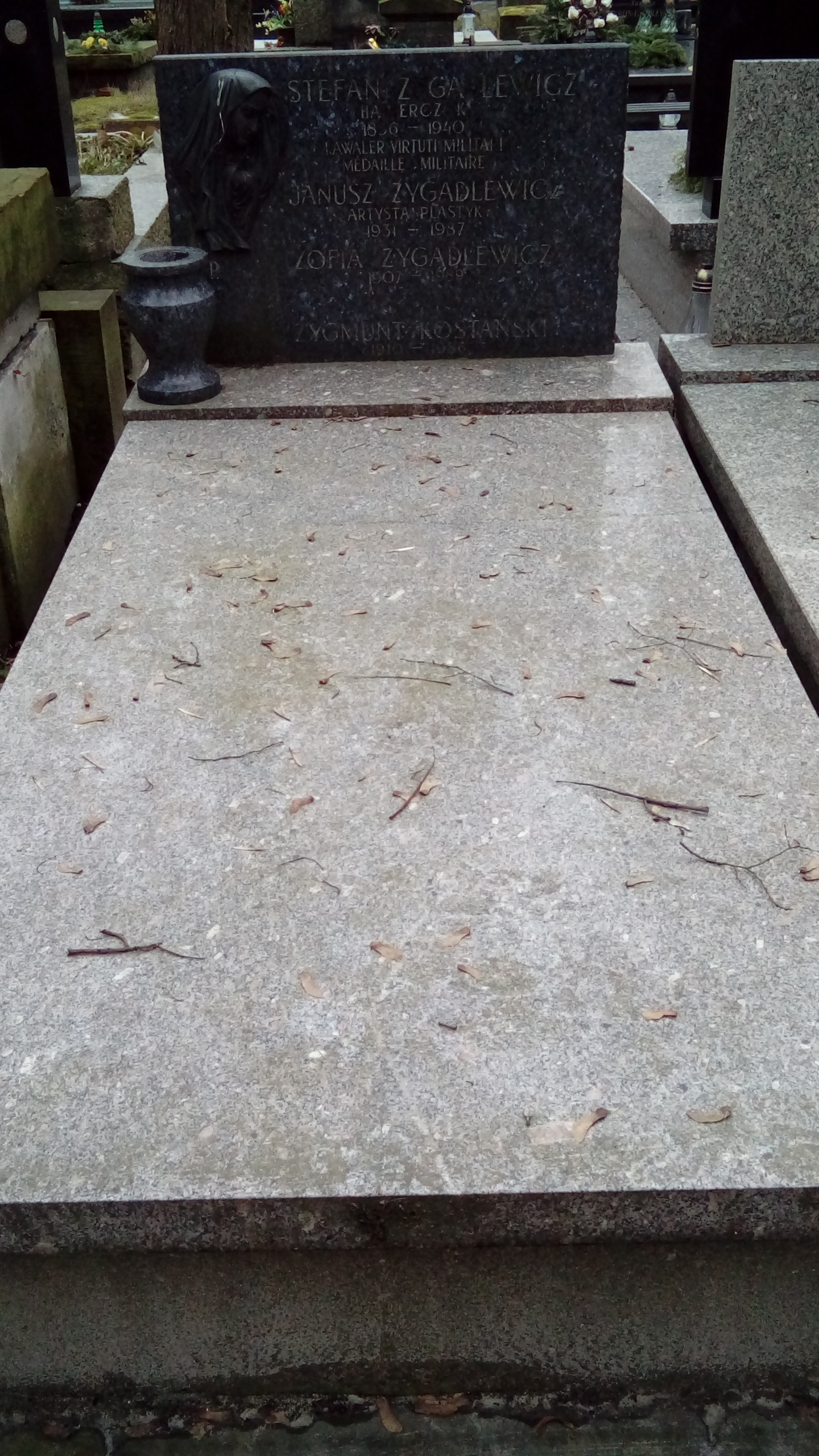
Grób Janusza Zygadlewicza na Starych Powązkach w Warszawie

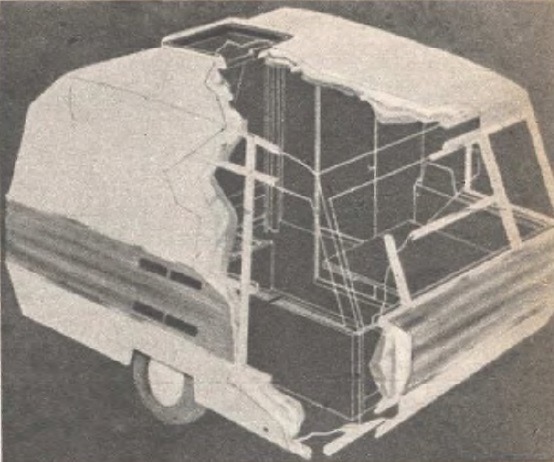
Szkic projektowy przyczepy N126
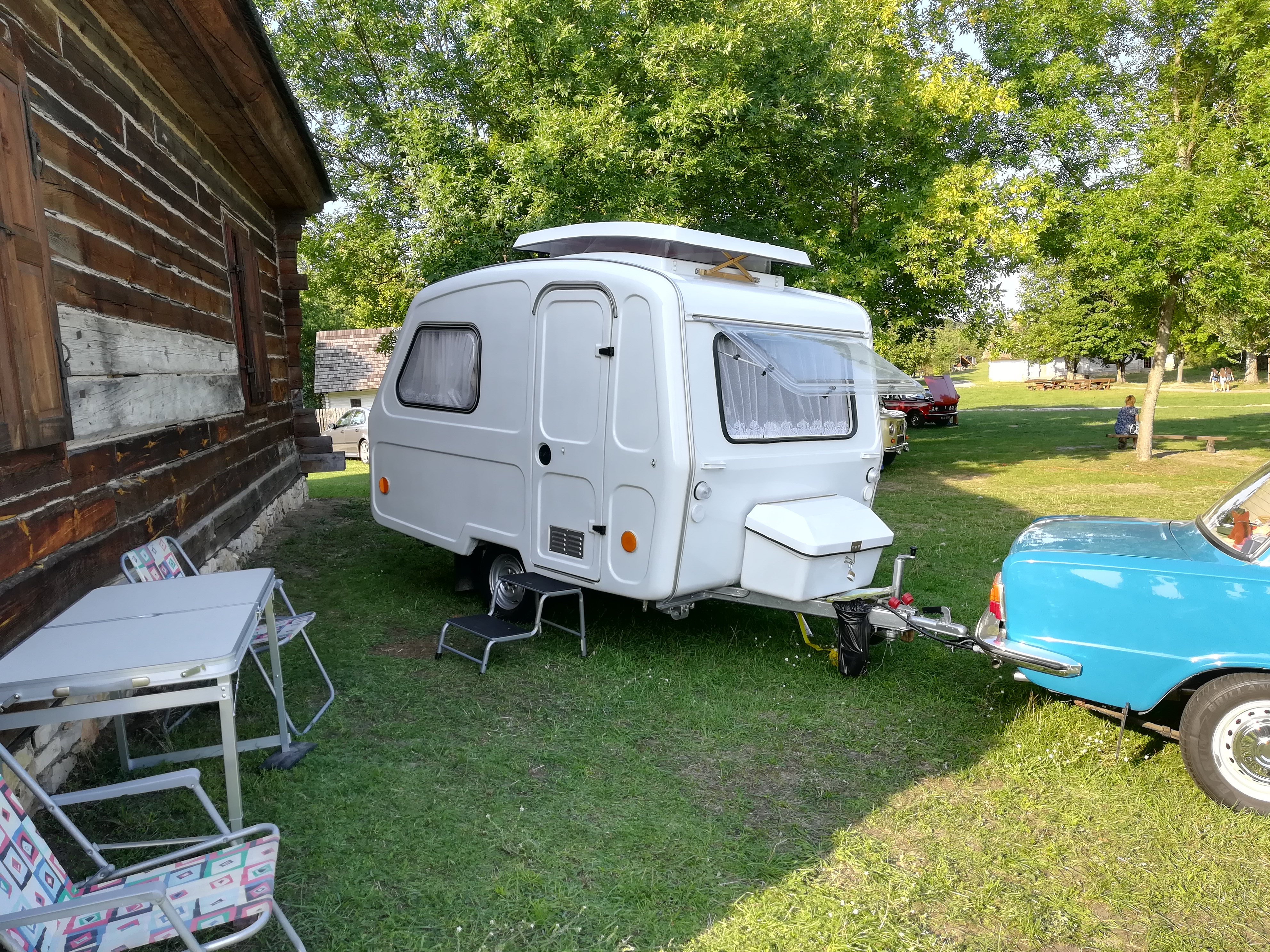
Przyczepa kempingowa Niewiadów N126
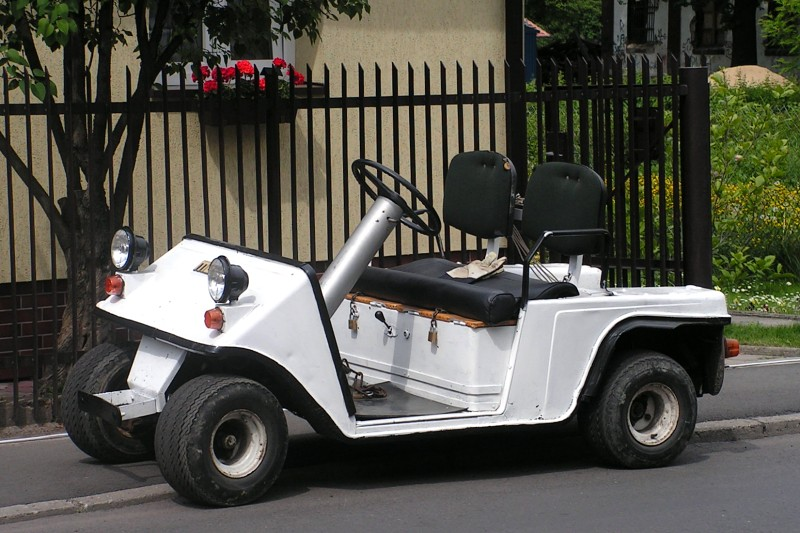
Pojazd elektryczny Melex w stylizacji z początku produkcji
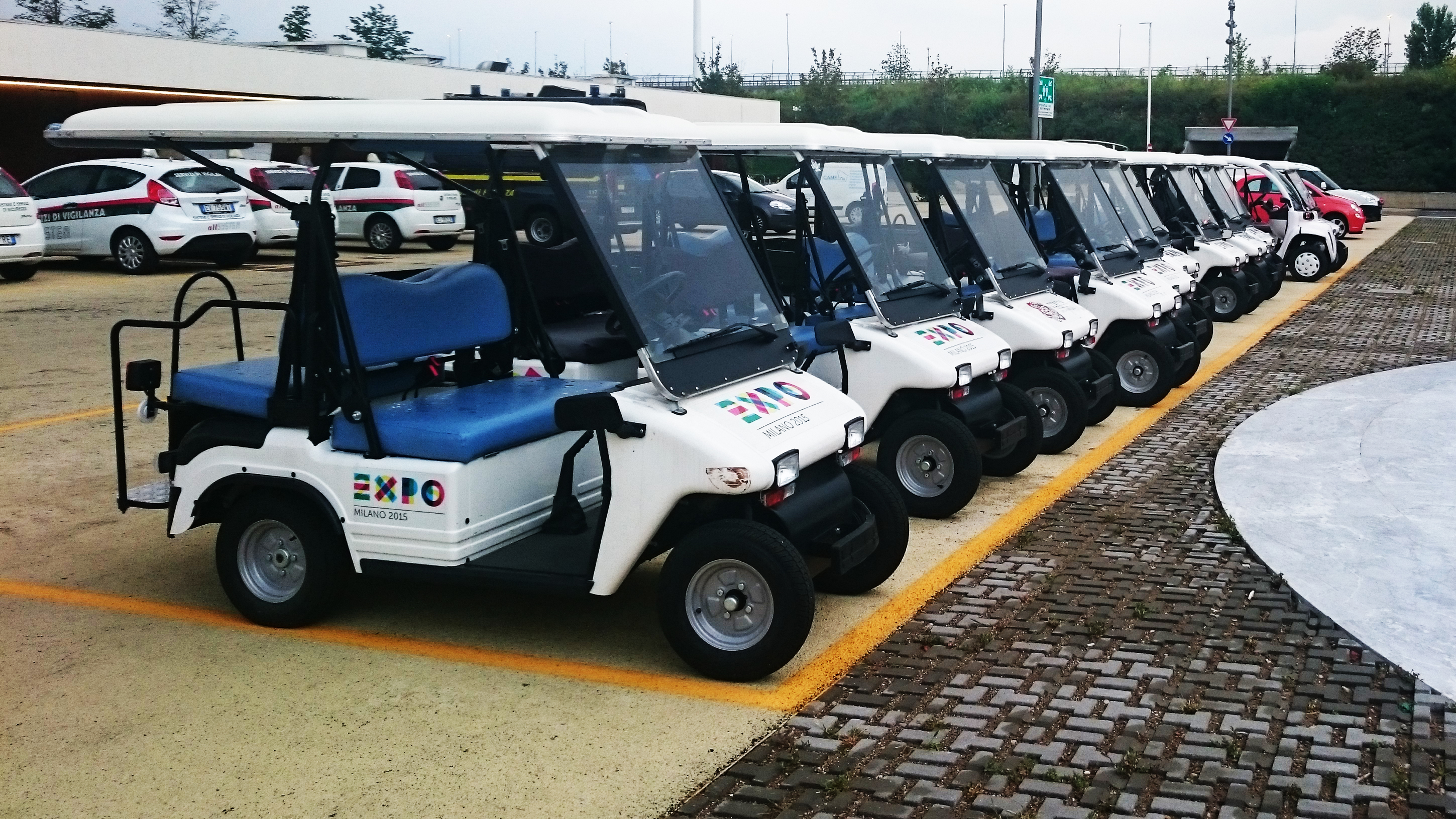
Melexy obsługujące wystawę Expo Milano 2015

## Wystawy / nagrody[1]
- indywidualne:
  - Nagroda Prezesa Rady Ministrów przyznawana przez Radę Wzornictwa i Estetyki Produkcji Przemysłowej za projektor AP-33 POLLUX (1968),
  - Nagrody za projekty scenografii Międzynarodowego Festiwalu Piosenki w Sopocie, z Teresą Zygadlewicz (trzykrotnie, 1965-67),
  - Wystawa monograficzna, Galeria Sztuki MDM, Warszawa (1969),
- zbiorowe:
  - I Targi Wzornictwa Przemysłowego, Pałac Kultury i Nauki, Warszawa, 1961,
  - Plastyka w przemyśle, Wrocław, 1965,
  - Złoty Medal OSTIV-Trophy Międzynarodowej Organizacji Naukowo-Technicznej Szybownictwa (OSTIV) dla Władysława Okarmusa z zespołem za szybowiec SZD-24 Foka, tytuł Najdoskonalszy na świecie szybowiec klasy standard 1968 r.[18],
  - Targi Lipskie, Złoty Medal za kserograf KS-4, Lipsk, 1968[19],
  - Wystawa Form Przemysłowych w XXV-lecie PRL, Lublin, 1969.